# NGC 1052-DF2
NGC 1052-DF2 oder auch nur kurz DF2 ist eine ultradiffuse Zwerggalaxie, etwa 10' südwestlich der elliptischen Galaxie NGC 1052 im Sternbild  
Cetus (Walfisch). Sie wird der NGC 1052-Gruppe zugeordnet und ist damit etwa 20 Millionen Parsec von der Milchstraße entfernt. Die Masse der Galaxie beträgt 2 × 108 Sonnenmassen.
Im Jahr 2018 wurde entdeckt, dass ihre Kugelsternhaufen die Galaxie außerordentlich langsam umkreisen und damit eine Geschwindigkeitsdispersion von weniger als 10,5 km/s bewirken. Mit der Entdeckung einer ähnlichen Galaxie, NGC 1052-DF4, sind sich Forscher ziemlich sicher, dass diese beiden Galaxien keine Dunkle Materie haben beziehungsweise keine baryonische Materie aus ihrer Umgebung akkretieren.
Eine andere Untersuchung kommt hingegen nach Analyse aller verfügbaren Daten über die Galaxie zu dem Schluss, dass sie sich mit etwa 13 Mpc deutlich näher an der Milchstraße befindet als zuvor angenommen. Das angenommene Fehlen von dunkler Materie würde damit verschwinden und die Galaxie wie eine gewöhnliche Low Surface Brightness Galaxy erscheinen lassen. Im Juni 2021 haben Auswertungen weiterer Daten des Hubble-Weltraumteleskops Hinweise darauf gegeben, dass NGC 1052-DF2 tatsächlich ein Mangel an Dunkler Materie aufweist.